# Ot Remolins
Ot Remolins (Andorra la Vieja, 25 de febrero de 2004) es un futbolista andorrano que juega en la demarcación de centrocampista para el F. C. Santa Coloma de la Primera División de Andorra.

## Selección nacional
Hizo su debut con la selección de fútbol de Andorra el 18 de noviembre de 2023 en un partido de clasificación para la Eurocopa 2024 contra Bielorrusia que finalizó con un resultado de 1-0 tras un gol de Denis Laptev.

## Clubes
| Club                        | País    | Año       | Partidos | Goles |
| --------------------------- | ------- | --------- | -------- | ----- |
| Club Unión Collado Villalba | España  | 2023-2024 | 23       | 0     |
| F. C. Santa Coloma          | Andorra | 2025-     |          |       |